# Holotrichia pruinosipennis
Holotrichia pruinosipennis är en skalbaggsart som beskrevs av Moser 1915. Holotrichia pruinosipennis ingår i släktet Holotrichia och familjen Melolonthidae. Inga underarter finns listade i Catalogue of Life.